# فخر الدين قلبي
فخر الدين قلبي (بالفرنسية: Fakhreddine Galbi)‏، (14 أغسطس 1984 بقربة في تونس - ) هو لاعب كرة قدم تونسي في مركز الهجوم. لعب مع الأولمبي الباجي والاتحاد الرياضي المنستيري والقوافل الرياضية بقفصة والملعب القابسي والنادي الرياضي البنزرتي والنادي الرياضي الصفاقسي والنادي الرياضي لحمام الأنف ونادي المقاولون العرب ونادي الملعب التونسي ونادي ذات راس ونادي فادوتس.
وهو المدرب الحالي لنادي الاتحاد الرياضي ببنقردان في موسم 2024–25.

## روابط خارجية
- فخر الدين قلبي على موقع قاعدة بيانات كرة القدم.إي يو (الإنجليزية)